# Lee Hyung-taik
Hyung-Taik Lee (Coreano: 이형택) (Hoingsung, 3 de Janeiro de 1976) é um tenista profissional da Coreia do Sul.
Lee é apontado como o melhor tenista sul-coreano de todos os tempos, sua notoriedade foi ter quase ganho do então consagrado Pete Sampras na terceira rodada do Aberto dos Estados Unidos em 2000, após este feito ele cresceu no ranking e se tornou o principal tenista da Coreia do Sul. Conquistou um título da ATP de simples e de duplas, à parte muitos torneios challengers em sua terra natal, ele joga duplas principalmente com seu parceiro coreano-americano Kevin Kim. E representa a Equipe Coreana de Copa Davis.

## ATP Tour Finais

### Simpngles: 2 (1–1)
| Legenda                           |
| --------------------------------- |
| Grand Slam (0–0)                  |
| ATP World Tour Finals (0–0)       |
| ATP World Tour Masters 1000 (0–0) |
| ATP World Tour 500 series (0–0)   |
| ATP World Tour 250 series (1–1)   |

| Resultado | N. | Data            | Torneio           | Piso   | Oponente            | Placar                  |
| Vice      | 1. | Maio 6, 2001    | Houston, EUA      | Saibro | Andy Roddick        | 5–7, 3–6                |
| Campeão   | 1. | Janeiro 6, 2003 | Sydney, Austrália | Duro   | Juan Carlos Ferrero | 4–6, 7–6(8–6), 7–6(7–4) |

### Duplas: 1 (1–0)
| Legenda                           |
| --------------------------------- |
| Grand Slam (0–0)                  |
| ATP World Tour Finals (0–0)       |
| ATP World Tour Masters 1000 (0–0) |
| ATP World Tour 500 series (0–0)   |
| ATP World Tour 250 series (1–0)   |

| Resultado | N. | Data               | Torneio       | Piso     | Parceiro           | Oponentes                      | Placar        |
| Campeão   | 1. | Fevereiro 10, 2003 | San Jose, EUA | Duro (i) | Vladimir Voltchkov | Paul Goldstein Robert Kendrick | 7–5, 4–6, 6–3 |